# Actinote veraecrucis
Actinote veraecrucis är en fjärilsart som beskrevs av Jordan 1913. Actinote veraecrucis ingår i släktet Actinote och familjen praktfjärilar. Inga underarter finns listade i Catalogue of Life.